# Ущельевая лягушка
Ущельевая лягушка (лат. Natalobatrachus bonebergi) — вид бесхвостых земноводных семейства Pyxicephalidae. Единственный представитель рода ущельевых лягушек (Natalobatrachus). Видовое название дано в честь преподобного Паскаля Бонеберга.

## Распространение
Являются эндемиками Южной Африки: обитают в лесных каньонах заповедника Двеза Капского полуострова восточнее южного и центрального Квазулу-Натала.

## Описание

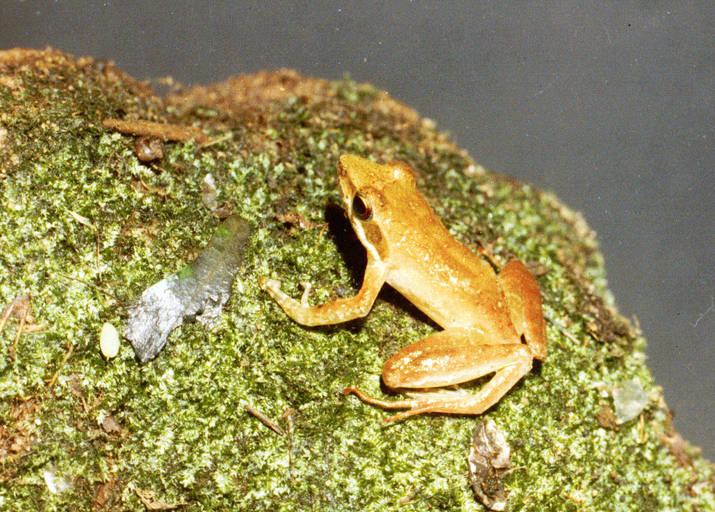

Это небольшие лягушки: самки достигают 37 мм, а самцы — 25 мм. Окрас обычно коричневый, но может быть от светло-зелёного до зеленовато-коричневого. Морда заострённая, верхняя челюсть заметно выступает над нижней. От кончика рыла через нижнюю часть глаза к передней лапе проходит чёткая черная полоса. На задней части тела есть удлиненные кожные гребни, и часто присутствует светлая позвоночная полоса. Пальцы с присосками, перепонки небольшие.

## Образ жизни
Обитают на высотах от 50 до 900 м над уровнем моря. Живут, как правило, в водоёмах с короткими быстротекущими участками, чередующимися с более длинными участками медленно текущей воды и бассейнами разного размера и глубины. Являются сильными прыгунами, их трудно поймать. Охотно прыгают в воду, хорошо плавают и обычно ныряют на дно, где прячутся в гниющих растительных остатках.

## Размножение
Брачный период проходит с октября по май в мелких ручьях с нависающей растительностью. Самцы выбирают насесты на высоте 1-2 м над водой, на которых поют призывая самок. Самки откладывают прозрачную массу, содержащую 75-95 яиц, прикрепляя её к листьям, веточкам, стволам деревьев и другим поверхностям нависающим над водой. Во избежание высыхания кладки самка смачивает её жидкостью из клоаки.
Через шесть дней головастики готовы к вылуплению из кладки, которая становится более жидкой и опускается вниз. Вылупившиеся головастики падают в воду, где продолжают своё развитие. Головастики являются донными и могут завершить метаморфоз через 60 дней.

## Охранный статус
Ввиду ограниченного распределения вида (площадь обитания всего около 500 км²) и скорости потери среды обитания (более 50 % за последние 100 лет) ему был предоставлен статус находящегося под угрозой исчезновения. Большая часть ареала этого вида была утрачена из-за выращивания сахарного тростника и прочей сельскохозяйственной деятельности, вырубки лесов и урбанизации. Также, виду угрожает загрязнение и заиление водоёмов.